# Гегский диалект албанского языка
Гегский диалект албанского языка (алб. Gegë) — один из двух основных диалектов албанского языка наряду с тоскским диалектом. Эти диалекты разделены рекой Шкумбини, протекающей в центре Албании. На гегском диалекте говорят на севере Албании, в Косово, Македонии и Черногории и на юге Сербии.